# 10174 Emička
(10174) Emička, denumire internațională (10174) Emicka, este un asteroid din centura principală de asteroizi.

## Descriere
10174 Emička este un asteroid din centura principală de asteroizi. A fost descoperit pe 2 mai 1995 la Observatorul Kleť de Zdeněk Moravec. Asteroidul prezintă o orbită caracterizată de o semiaxă mare de 2,74 ua, o excentricitate de 0,24 și o înclinație de 4,4° în raport cu ecliptica.